# Schönberg Ensemble
 (novembre 2015).
Le Schönberg Ensemble est un ensemble musical néerlandais fondé en 1974 par Reinbert de Leeuw dont le répertoire est consacré essentiellement à la musique contemporaine. En 2008, il fusionne avec l'Asko Ensemble pour former depuis lors l'Asko/Schönberg Ensemble, actif depuis 2009.

## Historique
Depuis sa fondation, l'ensemble, dont le nom rend hommage au compositeur Arnold Schönberg, a été dirigé par Reinbert de Leeuw. La vocation du Schönberg Ensemble est de jouer et promouvoir la musique contemporaine, notamment celle des artistes vivants. De nombreuses œuvres de la fin du XXe siècle de compositeurs tels que Isang Yun, Morton Feldman, Claude Vivier, Sofia Gubaidulina, Henryk Górecki, Louis Andriessen, Klaas de Vries et Mauricio Kagel ont été dédiées et créées par cette formation de musique de chambre.